# Tanja Ziegler
Tanja Ziegler (* 12. September 1966 in Berlin) ist eine deutsche Filmproduzentin und Kinobetreiberin.

## Leben
Tanja Ziegler wurde 1966 als Tochter von Hartmut und Regina Ziegler geboren. Nach dem Abitur war sie zunächst in einer Werbeagentur und bei einer Filmproduktion tätig, bevor sie ein Studium an der Hochschule für Film und Fernsehen in Babelsberg begann. Im Anschluss gründete sie ihre eigene Produktionsfirma Luzi Film.
Seit dem Jahr 2000 ist sie Geschäftsführerin von Ziegler Film. Dort produziert sie überwiegend Fernsehfilme.
Gemeinsam mit ihrer Mutter erwarb sie 2011 das Charlottenburger Programmkino Filmkunst 66, das sie seither betreiben. 2012 wurde das Kino umgebaut und modernisiert.

## Filmografie (Auswahl)
Producer
- 1995: Cosmo
- 2001: Liebe, Tod und viele Kalorien (Fernsehfilm)
- 2001: Heldentod – Der Tunnel und die Lüge (Dokumentarfilm)
- 2001: Aszendent Liebe (Fernsehfilm)
- 2001: Der Vamp im Schlafrock (Fernsehfilm)
- 2002: Vollweib sucht Halbtagsmann (Fernsehfilm)
- 2002: Die Westentaschenvenus (Fernsehfilm)
- 2002: Herz in Flammen (Fernsehfilm)
- 2002: Ein Liebhaber zu viel ist noch zu wenig (Fernsehfilm)
- 2002: Aus lauter Liebe zu Dir (Fernsehfilm)
- 2002: Mord an Bord (Fernsehfilm)
- 2003: Tausche Firma gegen Haushalt (Fernsehfilm)
- 2003: In der Höhle der Löwin (Fernsehfilm)
- 2004: Die Rapoports – Unsere drei Leben (Dokumentarfilm)
- 2004: Liebe ist die beste Medizin (Fernsehfilm)
- 2004: Verführung in 6 Gängen (Fernsehfilm)
- 2004: Eine zweimalige Frau (Fernsehfilm)
- 2005: Die Schokoladenkönigin (Fernsehfilm)
- 2005: Suche Mann für meine Frau (Fernsehfilm)
- 2005: Glück auf halber Treppe (Fernsehfilm)
- 2005: Was heißt hier Oma! (Fernsehfilm)
- 2006: Stunde der Entscheidung (Fernsehfilm)
- 2006: Eva Zacharias (Fernsehfilm)
- 2006: Vom Ende der Eiszeit (Fernsehfilm)
- 2006: Herzentöter
- 2006: Kurhotel Alpenglück (Fernsehfilm)
- 2007: Freie Fahrt ins Glück (Fernsehfilm)
- 2007: Liebe ist das schönste Geschenk (Fernsehfilm)
- 2007: Niete zieht Hauptgewinn (Fernsehfilm)
- 2008: Zwei Herzen und ein Edelweiß (Fernsehfilm)
- 2008: Dicke Liebe (Fernsehfilm)
- 2009: Die Drachen besiegen (Fernsehfilm)
- 2009: Schwarzwaldliebe (Fernsehfilm)
- 2009: Plötzlich Onkel (Fernsehfilm)
- 2012: Mutter muss weg (Fernsehfilm)
- 2013: Harry nervt (Fernsehfilm)
- 2014: Konrad & Katharina (Fernsehfilm)
- 2015: Leberkäseland (Fernsehfilm)
- 2016: Tatort: Wir – Ihr – Sie (Fernsehfilm)
- 2016: Handwerker und andere Katastrophen (Fernsehfilm)
- 2016: Tödliche Gefühle
- 2017: Mein Blind Date mit dem Leben
- 2017: Der Sohn (Fernsehfilm)
- 2018: Verliebt in Masuren
- 2019: Der Sommer nach dem Abitur (Fernsehfilm)
- seit 2021: Theresa Wolff – Der Thüringenkrimi (Fernsehreihe)
  - 2021: Theresa Wolff – Home Sweet Home
  - 2022: Theresa Wolff – Waidwund
- 2022: In einem Land, das es nicht mehr gibt

Executive Producer
- 2004: Endlich Sex! (Fernsehfilm)
- 2015: Eine wie diese (Fernsehfilm)